# Ikkyō

ikkyō (premier principe) : levier articulaire permettant d'amener le partenaire au sol, tori contrôle le poignet et le coude, et effectue un mouvement de coupe de sabre

La technique fondamentale ikkyō — littéralement « premier principe » — est une clef de bras ou levier articulaire permettant d'amener uke au sol en contrôlant le poignet et en faisant faire un arc de cercle au coude en direction de la tête. Tout le mouvement du corps de tori est identique à celui d'une coupe au sabre. 
ikkyō peut se faire :
- sous la forme omote : tori avance en direction de uke (irimi, tori « entre » et vient « prendre le centre » de uke), et effectue un mouvement de coupe de sabre en direction de la tête de uke ; il passe devant uke pour l'amener au sol ;
- sous la forme ura : tori effectue un mouvement de coupe de sabre sur place puis pivote (tai sabaki, tenkan) ; tori se retrouve derrière uke, le déséquilibre et la rotation l'amènent au sol.

ikkyō donc peut se décliner en

ikkyō : formes omote (devant) et ura (derrière)

- ai hanmi katate dori ikkyō omote : uke saisit le poignet opposé, tori entre (irimi) en levant les mains et fait la forme omote ;

- ai hanmi katate dori ikkyō ura : idem mais forme ura ;
- gyaku hanmi katate dori ikkyō omote : uke saisit le poignet lui faisant face, tori entre (irimi) en portant un atemi, saisit le poignet de uke avec sa main libre puis fait la forme omote ;
- kata dori men uchi ikkyō omote : uke saisit l'épaule de tori, tori frappe uke à la tête en « piquant » avec les doigts, uke recule le buste et bloque la frappe ; tori profite de ce déséquilibre pour pivoter (tenkan), entraînant ainsi uke, et fait la forme omote ;
- suwari waza shomen uchi ikkyō omote : les deux partenaires sont à genou, uke porte une attaque à la tête, tori reçoit (pare) avec son bras et effectue ikkyō sur le bras d'attaque ;